# 中院通躬
中院 通躬（なかのいん みちみ）は、江戸時代前期から中期にかけての公卿・歌人。内大臣・中院通茂の長男。官位は従一位・右大臣。中院家18代当主。

## 経歴
寛文8年（1668年）、中院通茂（権大納言、のち内大臣）の長男として誕生。母は板倉重矩の養女（小笠原政信の娘）。翌年叙爵、延宝元年（1673年）従五位上に進む。延宝8年（1680年）に元服、従四位下に進んだ。その後、左近衛少将・左近衛中将を経て、元禄元年（1688年）に参議となる。元禄5年（1692年）に権中納言。元禄6年（1693年）には正三位に進み踏歌外弁となる。元禄14年（1701年）には東山天皇の勅により、霊元法皇第十皇子の沢宮寛敦親王家別当となる。
父の通茂から歌学を受け継ぎ、父と共に霊元院歌壇で重きをなした（通躬は霊元天皇の和歌の弟子で、詠草に勅点を多数施されている）。正徳5年（1715年）には播磨国曽根村（現在の兵庫県高砂市）にある菅公を祀る曽根天満宮に和歌を集めて奉納している。また父の通茂と共に漢学を熊沢蕃山に学んだ（通茂は蕃山門下の堂上四天王とも称された）。その他嵯峨釈迦堂供養伝奏、神宮伝奏などに歴任した。
享保4年（1719年）武家伝奏、享保11年（1726年）には内大臣に任ぜられ、さらに享保13年（1728年）には従一位に昇る。元文3年（1738年）には異例の右大臣に任ぜられるが、辞している。大臣家の極官は内大臣であり、近世において右大臣任官の例は歴代当主の中では三条西実条と通躬のみである。元文4年（1739年）に第8代将軍・徳川吉宗が公家の家業奨励の意味で、公家衆から和歌の名人を選抜し名所和歌の詠進を所望した際も、関白一条兼香から推薦され提出している。この年12月に薨去。享年72。
正徳5年（1715年）に子の通藤が僅か6歳にして夭折したため三弟の久世通夏の子を婿養子（通枝）とした。

## 歌道の弟子
- 烏丸光栄
- 三条西公福

## 官歴
| 年             | 歳 | 官職             | 位階     |
| -------------- | -- | ---------------- | -------- |
| 1673（延宝元） | 6  |                  | 従五位上 |
| 1674（延宝2）  | 7  | 侍従             | ↓        |
| 1676（延宝4）  | 9  | ↓                | 正五位下 |
| 1680（延宝8）  | 13 | ↓                | 従四位下 |
| 1682（天和2）  | 15 | 左近衛少将       | ↓        |
| 1683（天和3）  | 16 | ↓                | 従四位上 |
| 1684（貞享元） | 17 | 左近衛中将       | ↓        |
| 1685（貞享2）  | 18 | ↓                | 正四位下 |
| 1688（元禄元） | 21 | 参議             | 従三位   |
| 1692（元禄5）  | 25 | 権中納言         | ↓        |
| 1693（元禄6）  | 26 | ↓                | 正三位   |
| 1697（元禄10） | 30 | 権中納言を辞す   | ↓        |
| 1701（元禄14） | 34 | 権中納言再任     | 従二位   |
| 1704（宝永元） | 37 | 権大納言         | ↓        |
| 1711（正徳元） | 44 | ↓                | 正二位   |
| 1719（享保4）  | 52 | 権大納言再任     | ↓        |
| 1724（享保9）  | 57 | 権大納言辞任     | ↓        |
| 1726（享保11） | 59 | 内大臣任命、辞す | ↓        |
| 1728（享保13） | 61 | ↓                | 従一位   |
| 1738（元文3）  | 71 | 右大臣任官、辞す | ↓        |

## 系譜
- 父：中院通茂
- 母：板倉重矩養女 - 小笠原政信娘
- 正室：飛鳥井雅章娘
- 生母不明の子女
  - 女子：俊子 - 清閑寺治房正室
  - 女子：誠姫 - 溝口重元継室
  - 男子：中院通藤
  - 女子：綱姫 - 鍋島宗教正室
  - 女子：長姫 - 中院通枝正室[3]
- 養子
  - 男子：中院通枝 - 久世通夏の子